# L'ora dei dannati - La guerra
L'ora dei dannati - La guerra è un romanzo del 2022 scritto da Luca Tarenzi e conclude la trilogia ispirata alla Divina Commedia.

## Trama
Virgilio, dopo essere fuggito dall'Inferno insieme ai compagni Francesca, Lucano e Manto, viene catturato dai Messaggeri sulle spiagge del Purgatorio insieme a loro. Mentre i Messaggeri li stanno controllando, improvvisamente lo Spezzato si innalza in cielo e siccome la sua presenza nel Purgatorio è molto più grave di quella dei dannati, essendo un nemico del Cielo, i Messaggeri si lanciano al suo inseguimento lasciando i dannati con il sopraggiunto Catone. Manto, che ha recuperato la lucidità, e Lucano fuggono nella foresta, mentre Virgilio e Francesca vengono portati nella casa di Catone. Virgilio viene intrappolato dentro una roccia con solo gli arti e la testa liberi e Catone gli comunica che verranno giudicati e condannati per la loro fuga, ma Virgilio non potrà tornare nel Limbo essendosi macchiato di crimini troppo gravi. Nel frattempo, Lucano e Manto sono riusciti a fuggire e stanno vagando nella foresta in cerca di una soluzione. Dopo essere sfuggiti a un Messaggero, entrano in una grotta dove trovano lo Spezzato fuggitivo. Manto comunica con lui, chiedendogli se possono aiutarli a liberare i compagni per poi volare via dove egli desidera. Lo Spezzato acconsente e conduce Manto e Lucano dai compagni, che nel frattempo sono stati interrogati e condannati. Lo Spezzato distrae i Messaggeri mentre Lucano combatte contro Catone, avendo immediatamente la peggio a causa dell'esperienza del guardiano del Purgatorio. Tuttavia, Manto, grazie all'artiglio donatole dallo Spezzato, libera Francesca dalle sue manette di vetro celeste e quest'ultima rompe anche la prigione di Virgilio, che picchia brutalmente Catone favorendo la fuga di tutti, tuttavia Virgilio capisce che non può uccidere realmente Catone essendo già morto ma lo minaccia avvertendolo che prima o poi giungerà il suo tempo. Lo Spezzato raggiunge intanto le grotte e si nasconde, incontrando tra l'altro l'essere-donna mostruoso che aveva attaccato Bertran. Lo Spezzato, notando la lama conficcata nel corpo della donna, si impietosisce e riesce a togliergliela, poi si incide una ferita e fa bere il suo sangue al mostro. I quattro dannati. intanto, riescono, tramite le grotte, a salire fin al Paradiso Terrestre, dove Virgilio ritrova Bertran de Born, Ugolino, Filippo Argenti e Pier delle Vigne e conoscono Aracne, che pare essere il capo delle anime del Paradiso Terrestre. Le anime che sono presenti nel luogo senza che fosse concesso vengono regolarmente attaccate dal Messaggero Matelda, che in precedenza ha cancellato l'anima dell'uomo che aveva aiutato Filippo a fuggirle, ma le barriere della zona riescono a resistere al mostro. Pier delle Vigne, intanto, ha messo radici ma la guarigione del luogo ha riformato il suo corpo all'interno del legno, così, con l'aiuto di Bertran, che rompe la corteccia con l'ascia, riesce ad uscire per la prima volta dopo ottocento anni. Pier delle Vigne ha inoltre ideato un piano per sconfiggere definitivamente i Messaggeri: liberare le Stelle cadute prigioniere con una spada celeste che dovrebbe essere in possesso del principe Manfredi di Svevia. Tuttavia, Filippo Argenti, che sta iniziando a provare dei sentimenti per l'amica Lotte, viene avvicinato da Catone che gli propone un patto facendo leva sull'amore che il fiorentino prova per la ragazza e gli offre di poter essere felice insieme a Lotte nel Paradiso Terrestre senza più problemi in cambio dei suoi ex compagni e il resto delle anime a cui Aracne ha dato rifugio e Filippo apparentemente accetta. Dopo che Virgilio, Pier delle Vigne, Bertran, Ugolino e Francesca sono partiti in missione, va da Matelda per ideare il piano d'attacco, ma viene scoperto da Lucano e così Filippo gli infila la testa nel Lete. Manto, grazie al suo potere, capisce le intenzioni di Filippo e lo minaccia con un coltello, ma l'attacco di Matelda arriva lo stesso. Tuttavia, ella sbatte su una barriera invisibile: si scopre che in realtà Filippo stava facendo il doppio gioco, infatti ha disegnato i simboli per far sì che la barriera imprigionasse Matelda in una prigione sigillante senza uscita e non ha davvero cancellato la memoria a Lucano, dal momento che un momento prima di mettergli la testa nel Lete gli ha bisbigliato di trattenere il fiato, infatti Filippo grazie alle esperienze fatte è cambiato profondamente e ha deciso di proteggere sia Lotte che tutti quelli della valle. Tuttavia, Catone, possedendo Filippo, cancella i segni, scatenando così la furia di Matelda, che distrugge buona parte della valle prendendo di mira Filippo stesso e Lotte essendo intenzionata a vendicarsi di entrambi. Inseguiti, Filippo e Lotte stremati vengono messi con le spalle al muro e seppur Filippo esorti Lotte ad abbandonarlo al suo destino e riconosca di aver giustamente meritato di venire dannato all'Inferno per i suoi peccati e che non avrebbe dovuto coinvolgere la ragazza in tutto ciò perché lei meritava di ricevere la beatitudine, Lotte non vuole abbandonarlo facendogli capire che seppur abbia fatto degli sbagli ciò che conta è ciò che è adesso essendo riuscito a cambiare e diventare migliore e i due ragazzi si dichiarano il loro amore decidendo di restare uniti pur sapendo che Matelda li cancellerà dall'esistenza appena li avrà raggiunti. Nel frattempo, Francesca e la testa di Bertran partono per la missione in cerca di Manfredi ma un Messaggero li attacca, facendo precipitare Francesca che perde la testa di Bertran, che viene recuperata da Manfredi, il quale gli comunica che sarà suo prigioniero e che non esiterà a consegnarlo ai Messaggeri se dovesse arrivare un'offerta a causa del risentimento: infatti, dopo il tradimento del poeta francese, i Messaggeri sono riusciti a penetrare la Valle dei Principi, grazie all'aiuto di alcuni soldati traditori, e a distruggerla. Tuttavia, Francesca torna da Virgilio, Ugolino e Pier delle Vigne e comunica loro cos'è successo: così, Pier delle Vigne si presenta da Manfredi e gli ordina di liberare Bertran in cambio di un'offerta irrinunciabile, ovvero di andare con loro nel Paradiso Terrestre. Manfredi accetta e spiega persino ai dannati dov'è la spada in grado di liberare le Stelle. Così, il giorno dopo, Francesca e Ugolino, con un'altra lancia incantata, distraggono il Messaggero mentre Virgilio, Manfredi e Bertran, con gli uomini del principe, cercando la spada, ma il piano va in fumo e molti uomini muoiono. Al colmo della disperazione, Francesca si lancia con Ugolino addosso al Messaggero e il conte riesce a conficcargli l'asta magica nel cuore, ferendo gravemente l'entità divina ma distruggendosi il corpo, del quale rimasero solo lo scheletro e gli occhi, impiegando dunque molto tempo a guarire. Virgilio, accorso, trova la spada in una piccola abitazione vicino al corpo esanime del Messaggero. Così, i dannati con Manfredi e i suoi uomini vanno nell'enorme caverna, ma vengono bloccati da Catone e dai Messaggeri, ingaggiando dunque battaglia. Virgilio mette in difficoltà Catone, ma questo viene poi posseduto da un Messaggero che trancia con un fascio di luce il braccio al poeta. All'improvviso, compare lo Spezzato, che non è più una deforme creatura infernale ma, essendosi riuscito a ricordare il suo antico nome, è riuscito a trasformarsi in un Angelo, e aiuta il gruppo contro i nemici e Virgilio potenziato dall'Angelo riesce a distruggere Catone che viene cancellato dall'esistenza. Mentre la lotta infuria Bertran, volando con Francesca, riesce ad arrivare alla catena ma un raggio di luce disintegra il torso di Francesca, lasciando Bertran aggrappato alla catena ma senza poterla tagliare con la spada. Di colpo, Bertran, avendo un'illuminazione, si aggiusta la testa sul collo e grazie al potere di guarigione, resta attaccata, ma non riesce a rimanere aggrappato e precipita. Tuttavia, in un ultimo momento di lucidità, nota una giovane donna, appostata sopra la catena, e le lancia la spada, che lei taglia. 
Le Stelle si liberano e tornano in Cielo, distruggendo il Purgatorio e il Paradiso Terrestre, salvando dunque Filippo, Lotte, Lucano, Manto e Aracne, e tutti ricompaiono nudi su un'enorme spiaggia. La montagna del Purgatorio è sostituita dalla spiaggia e da un'enorme voragine che va all'Inferno. I Messaggeri, capendo che il loro compito non esiste più, scompaiono. Ugolino ritrova la voce e Bertran ha finalmente la testa attaccata alle spalle. Quest'ultimo inoltre scopre che il misterioso mostro che l'aveva attaccato precedentemente nella caverna, guarito grazie al sangue dello Spezzato e che ha tagliato la catena, non è altri che Eva, la prima donna della storia del mondo, la cui anima era stata maledetta in quella forma dopo la sua morte. Successivamente, Bertran ordina allo Spezzato tornato Angelo di richiamare tutti i dannati e farli venire verso l'insù, terminando la loro dannazione.  